# Afriška velika jezera
Afriška velika jezera (svahilijsko Maziwa Makuu, jezik kinyarwanda Ibiyaga bigari) je niz jezer, ki ležijo v Velikem tektonskem jarku in njegovi okolici, v t. i. regiji velikih jezer. Vključujejo Viktorijino jezero, tretje največje sladkovodno jezero na svetu po površini, Tanganjiško jezero, drugo največje sladkovodno jezero na svetu po prostornini in globini in Malavijsko jezero, osmo največje sladkovodno jezero na svetu po površini. Skupaj vsebujejo 31.000 km³ vode, kar je več kot Bajkalsko jezero ali severnoameriška Velika jezera. To skupno predstavlja približno 25 % nezamrznjene površinske sladke vode planeta. Velika riftna jezera v Afriki so starodavni dom velike biotske raznovrstnosti, v tej regiji živi 10 % svetovnih vrst rib.
Obrežne države v regiji afriških Velikih jezer so: Burundi, Demokratična republika Kongo, Etiopija, Kenija, Malavi, Mozambik, Ruanda, Zambija, Tanzanija in Uganda.

## Regija afriških Velikih jezer
Naslednja jezera so vključena na večino seznamov afriških Velikih jezer, razvrščenih po drenažnem bazenu - porečju. Natančno število jezer se razlikuje med seznami; nekateri vključujejo manjša jezera v tektonskih dolinah, kot je jezero Kyoga, še posebej, če so del istega porečja kot večja jezera. Drugi k velikim jezerom prištevajo le Viktorijino, Albertovo in Edvardovo jezero v porečju Belega Nila.
V porečju Belega Nila
- Viktorijino jezero
- Albertovo jezero
- Edvardovo jezero

V porečju Konga
- Tanganjiško jezero
- Kivu

V porečju Zambezija
- Malavijsko jezero

V endoreični kotlini
- Turkansko jezero

Območje Velikih jezer sestavlja deset obrežnih držav: Burundi, Demokratična republika Kongo, Etiopija, Kenija, Malavi, Mozambik, Ruanda, Tanzanija, Uganda in Zambija. Pridevnik medjezerski se lahko nanaša na regijo, ali natančneje na narode ali območje, ki ga omejujejo jezera.
Jezik svahili je najpogosteje govorjen jezik v regiji afriških Velikih jezer. Služi tudi kot nacionalni ali uradni jezik petih narodov v regiji: Tanzanije, Kenije, Ugande, Ruande in Demokratične republike Kongo.
Zaradi velikega števila prebivalcev, ki jih ocenjujejo na 107 milijonov ljudi, in kmetijskega presežka v regiji, se je območje organiziralo v številne majhne države. Najmočnejše od teh monarhij so bile Buganda, Bunyoro, Ruanda in Burundi. Nenavadno za podsaharsko Afriko so tradicionalne meje v veliki meri ohranile kolonialne sile. Vendar so bile državne meje pogosto zarisane, da bi razdelile monarhije, ki niso bile naklonjene kolonialistom ali da bi prednostne skupine ohranile v relativni prevladi nad skupinami, ki so bile dojemane kot manj osredotočene na evro.
Kot dolgo iskani izvir Nila je bila regija že dolgo zanimiva za Evropejce. Prvi Evropejci, ki so prišli v regijo, so bili misijonarji, ki so imeli omejen uspeh pri spreobračanju domačinov, vendar so regijo odprli kasnejši kolonizaciji. Povečan stik s preostalim svetom je povzročil vrsto uničujočih epidemij, ki so prizadele tako ljudi kot živino. Čeprav je bila regija po osamosvojitvi videti kot regija z velikim potencialom, je bila v zadnjih desetletjih zaznamovana z državljanskimi vojnami in konflikti, ki se jim je izognila le Tanzanija. Po podatkih UNHCR je Tanzanija gostila največ kongovskih beguncev v regiji. Najhuje prizadeta območja so ostala v veliki revščini.

## Podnebje
Visoke pokrajine so razmeroma hladne, s povprečnimi temperaturami med 17 °C in 19 °C in obilnimi padavinami. Glavna porečja so porečja Kongo-Zair, Nil in Zambezi, ki se izlivajo v Atlantski ocean, Sredozemsko morje in Indijski ocean.
Gozdovi prevladujejo v nižinah Kongo-Zairskega porečja, medtem ko so travišče in savane najpogostejši v južnem in vzhodnem visokogorju. Povprečne temperature v nižinah so okoli 35 °C. Okoli Turkanskega jezera je podnebje vroče in zelo suho. Kratki deževni sezoni v oktobru sledi daljša od aprila do maja.

## Rastlinstvo in živalstvo
Jezera zahodne riftne doline so sladkovodna in dom izjemnega števila endemičnih vrst. V jezerih živi več kot 1500 vrst rib ciklidov, pa tudi druge ribje družine. Jezera so tudi pomemben habitat za številne vrste dvoživk. Nilski krokodili so številni. Sesalci so afriški savanski slon, antilope, črnorepi gnu, žirafe, opice, veliki povodni konj in druge.
Območje Turkanskega jezera je dom na stotine vrst ptic, ki so endemične za Kenijo. Plamenci se prehranjujejo v njegovih plitvinah. Vzhodnoafriški sistem tektonskega jarka služi tudi kot preletna pot za ptice selivke in prinese na stotine drugih. Ptice v bistvu podpirajo planktonske mase v jezeru, ki tam tudi hranijo ribe.
Vegetacija sega od deževnega gozda do savanskih trav. V nekaterih jezerih povzročajo težave hitro rastoče invazivne rastline, kot sta vodna hijacinta (Pontederia crassipes), ki zaduši na površini, in papirjevec (Cyperus papyrus), ki zamaši obalo. Vodne hijacinte so doslej prizadele le Viktorijino jezero.

## Geologija
Do pred 12 milijoni let so bogate vode ekvatorialne planote tekle na zahod v sistem reke Kongo ali na vzhod v Indijski ocean. Ustvarjanje Velike riftne doline je to spremenilo. Tektonski jarek je šibko mesto v zemeljski skorji zaradi ločitve dveh tektonskih plošč, ki ju pogosto spremlja graben ali korito, v katerem se lahko zbira jezerska voda. Ta prelom se je začel, ko se je Vzhodna Afrika, ki jo poganjajo tokovi v plašču, začela ločevati od preostale Afrike in se premikati proti severovzhodu. Kotanje, ki so nastale zaradi geoloških dvigov, so bile napolnjene z vodo, ki je zdaj tekla proti severu.
Viktorijino jezero pravzaprav ni znotraj riftne doline. Zavzema depresijo med vzhodnim in zahodnim tektonskim jarkom.

## Arheologija
Pred približno dvema do tremi milijoni let je bilo Turkansko jezero večje in območje bolj rodovitno, zaradi česar je bilo središče zgodnjih hominidov. Richard Leakey je vodil številna antropološka izkopavanja na tem območju, ki so prinesla številna pomembna odkritja ostankov homininov. Dva milijona let staro lobanjo 1470 so našli leta 1972. Prvotno so mislili, da gre za Homo habilis, vendar so jo nekateri antropologi pripisali novi vrsti, Homo rudolfensis, poimenovani po jezeru (prej znanem kot Rudolfovo jezero). Leta 1984 so odkrili Turkanskega dečka, skoraj popolno okostje dečka Homo erectus. Leta 1999 so tam odkrili 3.500.000 let staro lobanjo, ki so jo poimenovali Kenyanthropus platyops, kar pomeni »Kenijski človek z ravnim obrazom«.

## Gospodarstvo
Ribolov – predvsem vrste tilapije, pa tudi nilskega ostriža – zagotavlja glavno preživetje. S štirimi Velikimi jezeri na svojih mejah se Uganda uvršča med največje svetovne proizvajalke sladkovodnih rib. Podnebje in bogata vulkanska tla v visokogorju podpirajo tudi intenzivno kmetijstvo.
Gospodarstva držav v regiji Velikih jezer imajo različne strukture in so na različnih stopnjah razvoja. Realna stopnja rasti BDP se giblje od 1,8 odstotka v Burundiju do 4,4 odstotka v DR Kongo. BDP na prebivalca niha med 600 $ v DRK in Burundiju ter 800 $ v Ugandi.